# Bulbotrachystola bulbifera
Bulbotrachystola bulbifera – gatunek chrząszcza z rodziny kózkowatych i podrodziny zgrzypikowych. Jedyny przedstawiciel rodzaju Bulbotrachystola.

## Zasięg występowania
Gatunek ten występuje w Birmie.